# Combinata nordica ai XXIII Giochi olimpici invernali - Trampolino lungo
Nella combinata nordica ai XXIII Giochi olimpici invernali la gara dal trampolino lungo si è svolta nella stazione sciistica di Alpensia il 20 febbraio. 

## Risultati

### Prova di salto
Data: martedì 20 febbraio 2018

Formula di gara: Gundersen LH/10 km

Ore: 19.00 (UTC+9)

Trampolino: Alpensia HS140

### Prova di fondo
Data: martedì 20 febbraio 2018

Ore: 21.45 (UTC+9)

Pista: Alpensia

Lunghezza: 10 km